# Liste der deutschen Botschafter in der Ukraine
Dies ist die Liste der deutschen Botschafter in der Ukraine seit der Aufnahme der diplomatischen Beziehungen zwischen beiden Ländern. Amtssitz des deutschen Botschafters in der Ukraine ist die Deutsche Botschaft in Kiew. Vorher war 1918 Alfons Mumm von Schwarzenstein Botschafter des Deutschen Reichs beim Ukrainischen Staat in Kiew.
| Name                        | Bild           | Amtszeit       | Anmerkungen |
| BR Deutschland              | BR Deutschland | BR Deutschland | BR Deutschland |
| --------------------------- | -------------- | -------------- | --- |
| Hennecke Graf von Bassewitz |                | 1992–1993      | zuvor Generalkonsul |
| Alexander Arnot             |                | 1993–1996      | |
| Eberhard Heyken             |                | 1996–2000      | |
| Dietmar Stüdemann           |                | 2000–2006      | nach Pensionierung im Auftrage des Auswärtigen Amtes von 2006 bis Oktober 2007 Berater des ukrainischen Präsidenten Juschtschenko |
| Reinhard Schäfers           |                | 2006–2008      | |
| Hans-Jürgen Heimsoeth       |                | 2008–2012      | |
| Christof Weil               |                | 2012–2016      | |
| Ernst Reichel               |                | 2016–2019      | |
| Anka Feldhusen              |                | 2019–2023      | |
| Martin Jäger                |                | seit 2023      | |